# Martin Freeman
Pour les articles homonymes, voir Freeman.
Martin Freeman (/ˈmɑːtɪn ˈfɹiːmən/) est un acteur britannique, né le 8 septembre 1971 à Aldershot (Hampshire, Angleterre).
Il se fait connaître pour son rôle de Tim Canterbury (en) dans la série britannique The Office (2001-2003), ainsi que pour ses apparitions dans Love Actually (2003) et H2G2 : Le Guide du voyageur galactique (2005), tenant dans ce dernier le rôle de Arthur Dent. 
Sa notoriété grimpe au cours des années 2010, interprétant tour à tour le docteur Watson dans la série Sherlock (2010-2017), avec Benedict Cumberbatch dans le rôle titre, le Hobbit Bilbon Sacquet dans la trilogie Le Hobbit (2012-2014) de Peter Jackson, l'assureur Lester Nygaard (en) dans la première saison de la suite sérielle (2014) du film Fargo (1996) des frères Coen, ainsi que l'agent Everett K. Ross (en) dans l'univers cinématographique Marvel (2016-). En parallèle, s'il fait de brèves apparitions dans les deux premiers films de la trilogie Blood and Ice Cream, Shaun of the Dead (2004) et Hot Fuzz (2007), Edgar Wright lui donne un rôle bien plus important dans le troisième volet, The World's End (2013).
Il tient également les premiers rôles des séries StartUp (2016-2017), Breeders (2020-), ou encore The Responder (2022-).

## Biographie
Martin John Christopher Freeman est né à Aldershot. Ses parents, Philomena (née Norris) et Geoffrey Freeman, officier de marine, se séparent alors qu'il n'est encore qu'un enfant. L'année de ses dix ans, son père décède d'une crise cardiaque,.
Il est le cadet d'une fratrie de cinq enfants, il a 3 frères (Tim, Benedict et Jamie) et une sœur (Laura).
Son frère Tim fut membre du groupe de pop Frazier Chorus de 1986 à 1996.
Enfant, il était asthmatique et dut subir une opération de la hanche.
Il a reçu une éducation catholique et bien que sa famille ne soit pas strictement pratiquante, la religion a conservé une certaine importance à ses yeux.

### Vie privée
C'est en participant à Who Do You Think You Are?, diffusé sur la chaîne de télévision BBC le 19 août 2009 qu'il déclare que son grand-père, Leonard William Freeman, était un militaire qui fut tué quelques jours avant l'évacuation de Dunkerque en 1940. En fait, Martin ignorait (tout comme l'équipe de la BBC chargée de l'enquête), que son aïeul faisait partie d'une formation du corps de santé des armées britanniques engagées en France en mai 1940 et que c'est près de Lille lors d'un bombardement par l'aviation allemande de l'ambulance (hôpital de campagne) où il travaillait qu'il fut tué, le 24 mai, alors qu'il prodiguait des soins à des blessés. La tombe du soldat Freeman est l'une des sept sépultures de militaires britanniques disposées à l'entrée du cimetière communal de Seclin, dans la banlieue lilloise. C'est au cours de ce programme télévisé qu'il découvre que son arrière-grand-père Richard, le père de Leonard, était né aveugle, avait été accordeur pour pianos, organiste à l'église Saint-Andrew de Tarring puis professeur de musique à Kingston upon Hull.
Il a partagé sa vie avec l'actrice anglaise Amanda Abbington de 2000 à 2016, avec laquelle il a deux enfants, Joe (né en 2006) et Grace (née en 2008). Le couple s'est rencontré sur le tournage de Men Only, en 2000, et s'est depuis trouvé réuni à l'écran dans Sherlock, The Robinsons ou encore The All Together. Il a annoncé le 22 décembre 2016, dans le Financial Times, que les deux acteurs n'étaient plus ensemble. 
En 2011, il participe à un match de cricket en faveur d'une œuvre caritative. L'objectif était de lever des fonds pour les victimes du tremblement de terre de Christchurch (Nouvelle-Zélande) qui eut lieu le 22 février de la même année.
Martin Freeman est végétarien.

## Carrière
À l'âge de 15 ans, il rejoint une troupe de théâtre pour jeunes mais ce n'est qu'à 17 ans qu'il devient suffisamment confiant dans son jeu pour envisager une carrière d'acteur. Il rejoint alors la Central School of Speech and Drama de Londres. Dès lors et jusqu'en 2003, il apparaît dans un peu moins d'une vingtaine de séries télévisées, quatorze pièces de théâtre et plusieurs productions radiophoniques. À la télévision, son rôle le plus connu est sans doute celui de Tim Canterbury dans la série The Office (version britannique). En parallèle, il fait des apparitions dans quelques films dont Ali G de Sacha Baron Cohen, et Love Actually de Richard Curtis.
À partir de 2003, il décide de tenir à la télévision des rôles à teneur plus dramatique, notamment avec son interprétation de Lord Shaftesbury dans la série historique de la BBC, Charles II : The Power and the Passion, mais également sous la direction du réalisateur Jon Jones dans le thriller La dette. Il sera aussi brièvement aperçu dans le premier épisode de la seconde saison de La Vie en Face.
En 2005, on le retrouve dans la série The Robinsons, toujours pour la BBC.
En 2007, il tient le rôle principal de la comédie The All Together, aux côtés notamment d'Amanda Abbington, qu'il retrouvera en 2014 dans la troisième saison de Sherlock. La même année, il tient le rôle principal du film La Ronde de nuit de Peter Greenaway.
C'est en 2010, qu'il prête pour la première fois ses traits au personnage du docteur John Watson dans l'adaptation moderne des romans de Sir Arthur Conan Doyle, tandis que Benedict Cumberbatch tient le rôle de Sherlock Holmes. Les deux acteurs se sont par ailleurs retrouvés ensemble sur le tournage de la trilogie Le Hobbit de Peter Jackson. Le premier épisode de Sherlock (Une Étude en Rose) est diffusé le 25 juillet 2010. C'est un succès à la fois critique et public. L'interprétation de Freeman dans le rôle de Watson lui vaudra de remporter le British Academy Television Award du meilleur acteur dans un second rôle en 2011 ainsi que d'être nommé pour le Primetime Emmy Award du meilleur acteur dans un second rôle dans une mini-série ou un téléfilm.
En 2012, Martin Freeman campe le personnage de Bilbon Sacquet dans Le Hobbit : Un Voyage Inattendu, qui lui vaudra plusieurs récompenses dont l'Empire Award du meilleur acteur et le MTV Movie Award du meilleur héros.
L'année suivante, il incarne Oliver Chamberlain dans Le Dernier Pub avant la Fin du Monde. Ce film vient conclure la Trilogie du Cornetto du réalisateur Edgar Wright. Cette série de films mettant en scène Simon Pegg et Nick Frost dans les rôles principaux avait débuté en 2004 avec Shaun of the Dead et s'était poursuivie en 2007 avec Hot Fuzz, deux comédies dans lesquelles Martin Freeman faisait de brèves apparitions. Ce n'est qu'avec le dernier opus que l'acteur campe un personnage de premier plan.
En 2014, on le retrouve dans le dernier volet de la trilogie du Hobbit. Intitulé La Bataille des Cinq Armées, cet ultime opus est sorti en France le 10 décembre 2014. 
À la télévision, il participe à la saison 1 de la série Fargo, dérivée du film homonyme des frères Coen (1996) et dans laquelle il interprète Lester Nygaard, le personnage principal de cette première saison. 
Il intègre l'univers cinématographique Marvel tout comme Benedict Cumberbatch en 2016. Il joue en effet le rôle d'Everett K. Ross dans Captain America: Civil War, rôle qu'il retrouve en 2018 dans le film Black Panther, et en 2022 dans le film Black Panther: Wakanda Forever tous deux de Ryan Coogler. 
Enfin, il a aussi été également présent au théâtre puisqu'il a tenu le rôle-titre de la pièce de William Shakespeare Richard III au Trafalgar Studios en 2014.

## Filmographie

### Cinéma

#### Longs métrages
- 2000 : The Low Down de Jamie Thraves : Solomon
- 2002 : Ali G (Ali G Indahouse) de Mark Mylod : Ricky C
- 2003 : Love Actually de Richard Curtis : Jack, autrement appelé « John »
- 2004 : Shaun of the Dead d'Edgar Wright : Declan
- 2005 : H2G2 : Le Guide du voyageur galactique (The Hitchhiker's Guide to the Galaxy) de Garth Jennings : Arthur Dent
- 2006 : Par effraction (Breaking and Entering) d'Anthony Minghella : Sandy
- 2006 : Confetti de Debbie Isitt (en) : Matt
- 2007 : Dedication de Justin Theroux : Jeremy
- 2007 : The Good Night de Jake Paltrow : Gary
- 2007 : Hot Fuzz : Met Sergeant
- 2007 : La Ronde de Nuit (Nightwatching) de Peter Greenaway : Rembrandt
- 2007 : The All Together de Gavin Claxton (en) : Chris Ashworth
- 2008 : Rembrandt's J'accuse de Peter Greenaway : Rembrandt
- 2010 : Sacré Noël (Nativity!) de Debbie Isitt : Paul Maddens
- 2010 : Petits Meurtres à l'anglaise (Wild Target) de Jonathan Lynn : Dixon, le « deuxième tueur à gages le plus cher d'Europe »
- 2010 : Swinging with the Finkels : Alvin Finkel
- 2011 : Sex List de Mark Mylod : Simon
- 2012 : Les Pirates ! Bons à rien, mauvais en tout (The Pirates! Band of Misfits) : Numéro 2 (voix)
- 2012 : Le Hobbit : Un voyage inattendu (The Hobbit : An Unexpected Journey) : Bilbon Sacquet
- 2013 : Le Hobbit : La Désolation de Smaug (The Hobbit : The Desolation of Smaug) : Bilbon Sacquet
- 2013 : Sauvons le père Noël (Saving Santa) : Bernard (voix)
- 2013 : Le Dernier Pub avant la fin du monde (The World's End) : Oliver
- 2014 : Le Hobbit : La Bataille des Cinq Armées (The Hobbit : The Battle of the Five Armies) : Bilbon Sacquet
- 2015 : Le Procès Eichmann de Paul Andrew Williams : Milton Fruchtman
- 2016 : Whiskey Tango Foxtrot : Iain MacKelpie
- 2016 : Captain America : Civil War : Everett K. Ross
- 2017 : Cargo de Ben Howling et Yolanda Ramke : Andy
- 2017 : Ghost Stories de Jeremy Dyson et Andy Nyman : Mike Priddle / le vieux docteur
- 2018 : Black Panther de Ryan Coogler : Everett K. Ross
- 2019 : The Operative de Yuval Adler : Thomas
- 2019 : Ode to Joy de Jason Winer : Charlie
- 2022 : Black Panther: Wakanda Forever de Ryan Coogler : Everett K. Ross
- 2024 : Miller's Girl : Jonathan Albert Miller

#### Courts métrages
- 1998 : I Just Want to Kiss You : Frank
- 2001 : Fancy Dress : Pirate
- 2004 : Blake's Junction 7 : Vila
- 2004 : Call Register : Kevin
- 2007 : Rubbish : Kevin
- 2007 : Lonely Hearts : Un homme
- 2010 : The Girl is Mine : Clive Buckle
- 2013 : The Voorman Problem : Dr. Williams

### Télévision

#### Séries télévisées
- 1997 : The Bill : Craig Parnell
- 1997 : La vie en face (This Life) : Stuart
- 1998 : Casualty : Ricky Beck
- 1998 : Picking Up Pieces : Brendan
- 1999 : Exhaust : Le propriétaire de la voiture
- 2000 : Lock, Stock... : Jaap
- 2000 : Black Books : Docteur
- 2001 - 2003 : The Office : Tim Canterbury
- 2002 : Helen West : Inspecteur Stone
- 2002 : Linda Green : Matt
- 2003 : Charles II : The Power and the Passion : Lord Shaftesbury
- 2003 : Hardware : Mike
- 2004 : Le Clan des rois (Pride) : Fleck (voix)
- 2005 : The Robinsons : Ed Robinson
- 2005 : Not Tonight with John Sergeant
- 2007 : Comedy Showcase : Greg Wilson
- 2008 : When Were We Funniest? : lui-même
- 2009 : Boy Meets Girl : Danny Reed
- 2010 - 2017 : Sherlock : Dr John Watson
- 2014 : Fargo : Lester Nygaard / Le narrateur
- 2016 : StartUp : Phil Rask
- 2019 : A Confession : Steve Fulcher[13]
- 2020 - 2021 : Breeders : Paul
- 2021 : La Bande à Picsou (DuckTales) : Poe De Spell (voix)
- 2022 : The Responder : Chris Carson
- 2023 : Secret Invasion : Everett K. Ross

#### Téléfilms
- 2001 : Men Only : Jamie
- 2003 : The Debt : Terry Ross
- 2003 : Margery and Gladys : D.S. Stringer
- 2007 : The Old Curiosity Shop (en) : M. Codlin
- 2009 : Micro Men : Chris Curry

## Distinctions
| Année | Nommé pour                                          | Récompense                          | Catégorie                                                                                             | Résultat   |
| ----- | --------------------------------------------------- | ----------------------------------- | --- | ---------- |
| 2002  | The Office                                          | British Comedy Awards               | Meilleur Acteur dans une comédie                                                                      | Nomination |
| 2004  | The Office (pour « The Office Christmas Specials ») | BAFTA                               | Meilleure performance dans une comédie                                                                | Nomination |
| 2004  | The Office (pour « The Office Christmas Specials ») | British Comedy Awards               | Meilleur acteur de comédie TV                                                                         | Nomination |
| 2004  | Love Actually                                       | Phoenix Film Critics Society        | Meilleur casting                                                                                      | Nomination |
| 2004  | Hardware                                            | Rose d'Or                           | Meilleur acteur dans une comédie                                                                      | Lauréat    |
| 2011  | Sherlock                                            | BAFTA                               | Meilleur acteur dans un second rôle                                                                   | Lauréat    |
| 2012  | Sherlock                                            | BAFTA                               | Meilleur acteur dans un second rôle                                                                   | Nomination |
| 2012  | Sherlock                                            | Crime Thriller Awards               | Meilleur acteur dans un second rôle                                                                   | Lauréat    |
| 2012  | Sherlock                                            | PAAFTJ Awards                       | Meilleur casting dans une minisérie ou un téléfilm                                                    | Lauréat    |
| 2012  | Sherlock                                            | PAAFTJ Awards                       | Meilleur acteur dans un second rôle dans une minisérie ou un téléfilm                                 | Nomination |
| 2012  | Sherlock                                            | Tumblr TV Awards                    | Personnage masculin le plus sexy dans une série télévisée                                             | Nomination |
| 2012  | Sherlock                                            | Tumblr TV Awards                    | Meilleur acteur dans un second rôle dans une série dramatique                                         | Lauréat    |
| 2012  | Sherlock                                            | Tumblr TV Awards                    | Meilleur personnage masculin dans une série télévisée                                                 | Nomination |
| 2012  | Sherlock                                            | Tumblr TV Awards                    | Meilleur casting dans une série télévisée                                                             | Lauréat    |
| 2012  | Le Hobbit : Un Voyage Inattendu                     | Total Film HotList Awards           | Acteur le plus sexy                                                                                   | Nomination |
| 2012  | Sherlock (pour « Un Scandale à Buckingham »)        | Primetime Emmy Awards               | Meilleur acteur dans un second rôle dans une minisérie ou un téléfilm                                 | Nomination |
| 2012  | Sherlock (pour « Un Scandale à Buckingham »)        | Gold Derby TV Awards                | Meilleur acteur dans un téléfilm ou une minisérie                                                     | Lauréat    |
| 2013  | Le Hobbit : Un Voyage Inattendu                     | Empire Awards                       | Meilleur acteur                                                                                       | Lauréat    |
| 2013  | Le Hobbit : Un Voyage Inattendu                     | Saturn Awards                       | Meilleur Acteur                                                                                       | Nomination |
| 2013  | Le Hobbit : Un Voyage Inattendu                     | MTV Movie Awards                    | Performance la plus « effrayante »                                                                    | Nomination |
| 2013  | Le Hobbit : Un Voyage Inattendu                     | MTV Movie Awards                    | Meilleur héros                                                                                        | Lauréat    |
| 2013  | Le Hobbit : Un Voyage Inattendu                     | SFX Awards                          | Meilleur acteur                                                                                       | Nomination |
| 2013  | Le Hobbit : Un Voyage Inattendu                     | Shorts Awards                       | Acteur visionnaire                                                                                    | Lauréat    |
| 2013  | Le Hobbit : Un Voyage Inattendu                     | New Zealand Movie Awards            | Héros de l'année                                                                                      | Nomination |
| 2013  | Le Hobbit : Un Voyage Inattendu                     | Constellation Awards                | Meilleure performance masculine de 2012 dans un film, un téléfilm ou une minisérie de science-fiction | Nomination |
| 2013  | Le Hobbit : Un Voyage Inattendu                     | Tumblr Movie Awards                 | Meilleur acteur                                                                                       | Nomination |
| 2013  | Le Hobbit : Un Voyage Inattendu                     | Tumblr Movie Awards                 | Meilleur duo                                                                                          | Nomination |
| 2013  | Le Hobbit : Un Voyage Inattendu                     | Stella Awards[réf. nécessaire]      | Meilleur acteur                                                                                       | Lauréat    |
| 2013  | Le Dernier Pub avant la Fin du Monde                | Alternative End of Year Film Awards | Meilleur casting                                                                                      | Lauréat    |
| 2014  | Le Hobbit : La Désolation de Smaug                  | Empire Awards                       | Meilleur acteur                                                                                       | Nomination |
| 2014  | Le Hobbit : La Désolation de Smaug                  | MTV Movie Awards                    | Meilleur héros                                                                                        | Nomination |
| 2014  | Le Hobbit : La Désolation de Smaug                  | YouReviewers Awards                 | Meilleur héros                                                                                        | Nomination |
| 2014  | Le Hobbit : La Désolation de Smaug                  | Prix Stella                         | Meilleur acteur                                                                                       | Lauréat    |

## Voix francophones
Dans un premier temps, Martin Freeman est notamment doublé en version française à trois reprises par Rémi Bichet dans H2G2 : Le Guide du voyageur galactique, Par effraction et Hot Fuzz, ainsi qu'à deux reprises par Yann Peira, dans Sherlock et [S]ex List. Il est également doublé à titre exceptionnel par Jérôme Pauwels dans Ali G, Olivier Martret puis Emmanuel Curtil dans Le Clan des rois, Adrien Antoine dans Confetti (en), Cyrille Monge dans La Ronde de nuit, Laurent Morteau dans Le Magasin d'antiquités (en) et Bruno Choël dans Petits Meurtres à l'anglaise,.
Le doublant une première fois en 2003 dans Love Actually, Julien Sibre, devient par la suite sa voix dans la quasi-totalité de ses apparitions. Il le double notamment dans Le Hobbit, Le Dernier Pub avant la fin du monde, Fargo, l'univers cinématographique Marvel, StartUp, Cargo, Ode to Joy ou encore Breeders. Christophe Seugnet le double dans Le Procès Eichmann.
En version québécoise, Pierre Augerle double à deux reprises dans À livre ouvert et Super Flic, tandis que Alain Zouvi le double dans Le Guide galactique.